# كومينكا
تشير الكومينكا إلى العملية التي تهيمن بها الثقافة اليابانية على الثقافات الأخرى أو تستوعبها أو تؤثر فيها بشكل عام. فحسب قاموس التراث الأمريكي للغة الإنجليزية، الكلمة الإنجليزية " Japanize " تعني «جعل شيء/شخص ما يابانيا في الشكل أو اللغة أو الأسلوب أو السلوك».

## الفترة الحديثة
بالمعنى الحديث، قامت العديد من دول شرق آسيا، وخاصة كوريا الجنوبية وتايوان، بادخال ومزج الثفاقة الشعبية اليابانية مثل الموسيقى ومقاطع الفيديو بعد النمو الياباني الكبير في الثمانينيات والتسعينيات. وتحظى العديد من الأفلام اليابانية، وخاصة المسلسلات التلفزيونية، بشعبية كبيرة في كوريا الجنوبية وتايوان والصين بين الأجيال الشابة بعد أن تمت تسمية الأفلام باللغة المحلية. كما تتواجد أيضا الإلكترونيات اليابانية والمطبخ الياباني حاضر في جميع أنحاء شرق آسيا (باستثناء كوريا الشمالية) وسنغافورة.

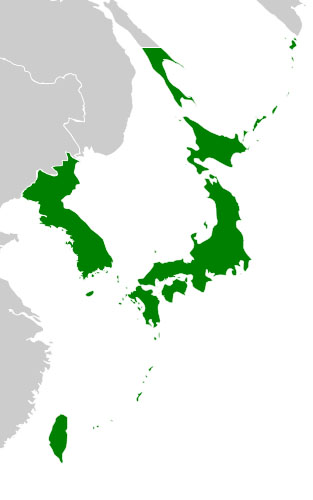
عملية الكومينكا القسرية لكوريا وتايوان بعد ضمهما السياسي من قبل إمبراطورية اليابان.

## الفترة الإمبراطورية (1868-1945)
خلال الحرب العالمية الثانية، أصبح لمصطلح كومينكا معنى سلبي للغاية في المناطق التي تحتلها إمبراطورية اليابان، بسبب الفتوحات العسكرية والفرض القسري للثقافة اليابانية من طرف الحكومة اليابانية. أما خلال الفترة التي سبقت الإمبريالية اليابانية (قبل عام 1868)، فكانت هناك سياسة خارجية سلمية لم تمتد خلالها اليابان إلى ما وراء جزرها.

## أوكيناوا
بعد فترة ميجي عام 1868، بدأت اليابان في اتباع طريق الإمبريالية والتوسع الغربيين. ففي عام 1879، ضمت اليابان رسميًا مملكة ريوكيو، التي كانت آنذاك مملكة خاضعة لسلالة تشينغ وإمبراطورية اليابان. على الرغم من أن لغات ريوكيو تنتمي إلى عائلة اللغات اليابانية، إلا أن اللغة اليابانية ليست مفهومة للناطقين أحاديي اللغات في تلك الجزر. حيث بدأت الحكومة اليابانية في الترويج لبرنامج «تطبيع» اللغة واعتبرت لغات ريوكيو مجرد لهجات محلية. ففي المدارس، يتم الترويج لليابانية «العادية أو القياسية»، ويتم عرض صور للإمبراطور والإمبراطورة. ويذهب العديد من ضباط الجيش الياباني رفيعي المستوى لتفقد المدارس في أوكيناوا للتأكد من أن فرض اللغة اليابانية يسري بشكل جيد في نظام التعليم. لم يحقق هذا الإجراء في البداية النجاح المتوقع، ويعزى ذلك جزئيًا إلى أن العديد من الأطفال المحليين يعملون لدى عائلاتهم، مما يحول دون وجودهم في المدارس، ويعود السبب كذلك إلى أن أفراد الطبقة الحاكمة القديمة في أوكيناوا تلقت تعليما صينيا أكثر وليسوا مهتمين بتعلم اللغة اليابانية «القياسية». ومن بين تدابير الاستيعاب كذلك، عدم تشجيع الحكومة اليابانية لممارسة بعض العادات المحلية. كما واجهت تدابير الاستيعاب هذه في البداية، إحجامًا ورفضا متزايدًا من السكان المحليين. ولكن بعد هزيمة الصين في الحرب الصينية اليابانية الأولى عام 1895، فقد الناس ثقتهم في الصين، وأصبح الإحجام عن الثقافة اليابانية أضعف. ولكن الرجال والنساء بدؤوا في تبني الأسماء والهيئات على الطريقة اليابانية.

## تايوان
تم التنازل عن تايوان لإمبراطورية اليابان في عام 1895 بعد الحرب الصينية اليابانية الأولى. ففي البداية، كانت تايوان مستعمرة. وفي عام 1936، وتجدد الحكم الياباني لتايوان من خلال الحرب الصينية اليابانية الثانية في عام 1937. فبعد وصول الحاكم العام السابع عشر، سايزو كوباياشي، حدث تغيير في الحكم الياباني لتايوان. كان كوباياشي هو أول حاكم عام غير مدني منذ عام 1919. اقترح ثلاثة مبادئ للحكم الجديد: حركة كومينكا (皇民化運動؟)؛ الطريق نحو التصنيع وتحويل تايوان إلى قاعدة للتوسع نحو الجنوب.
الكومينكا تعني حرفيًا «تحويل الناس إلى رعايا الإمبراطور». البرنامج نفسه يحتوي على ثلاثة مكونات. أولاً، « حركة اللغة الوطنية » (國語運動 kokugo undō؟) التي تروج للغة اليابانية عن طريق تدريس اللغة اليابانية بدلاً من اللغة التايوانية في المدارس وحظر استخدامها في الصحافة. ثانيًا، يستبدل « برنامج تغيير الاسم » (改姓名 kaiseimei؟) (1940) الأسماء الصينية في تايوان بالأسماء اليابانية. وأخيرًا، « نظام المتطوعين » (志願兵制度 shiganhei seidō؟) (1942) الذي يسمح للتايوانيين بالانضمام إلى الجيش الإمبراطوري الياباني والبحرية اليابانية وتشجيعهم على الموت في خدمة الإمبراطور.

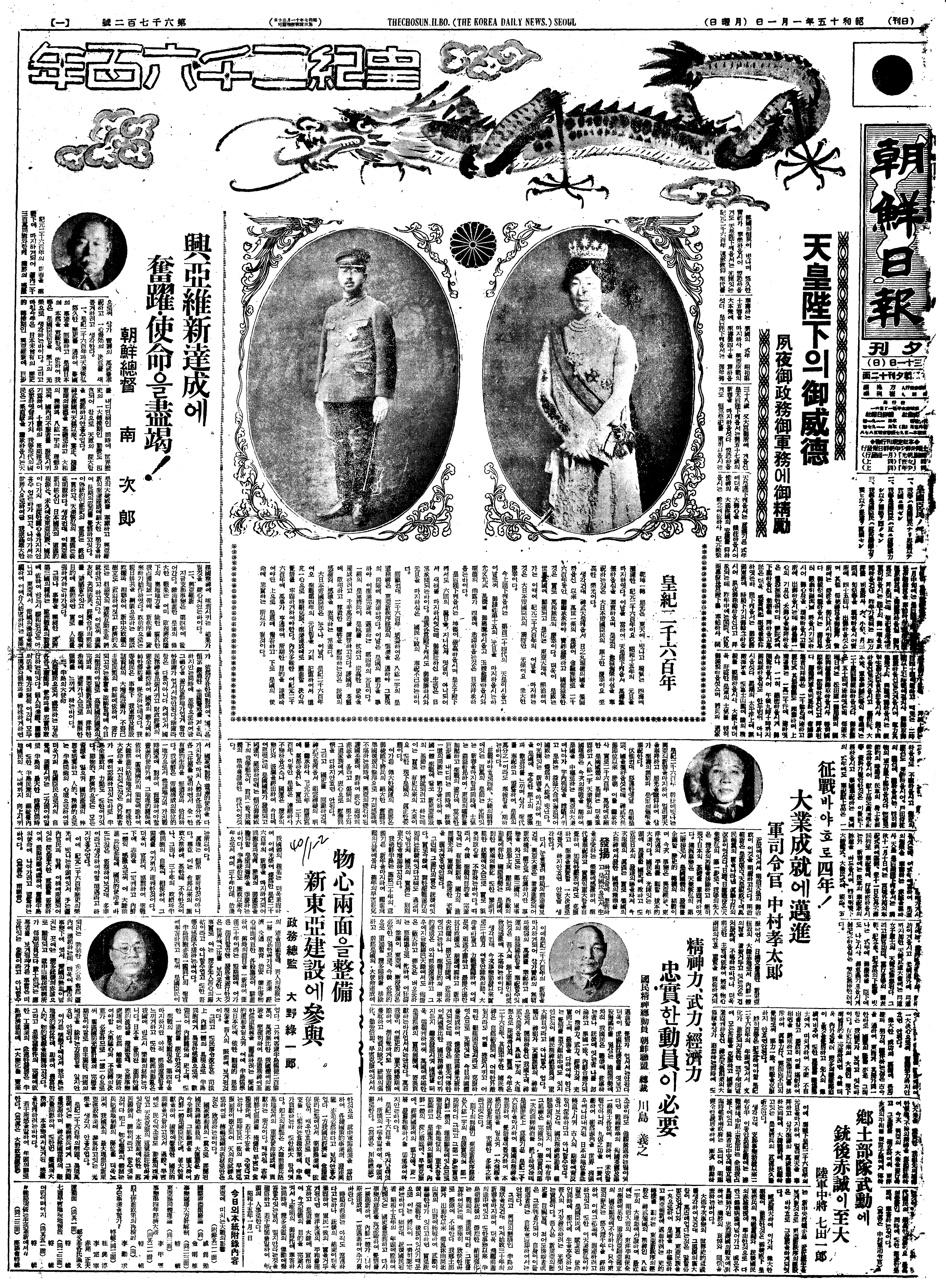
صحيفة كورية شوسن صادرة في 1 جانفي 1490

## كوريا
أما في كوريا، فخلال الحرب العالمية الثانية، تم حظر استخدام اللغة الكورية المكتوبة في التعليم والنشر من قبل إمبراطورية اليابان، ولكن هذا لم يسفر عن أي تغيير كبير في استخدام اللغة الكورية، الذي مازال قويا طوال الاستعمار. كما نفذت اليابان أيضًا منذ عام 1940 سياسة سوشيه كايميه (استبدال الأسماء الكورية بأسماء يابانية).